# Allan (football, 1997)
Pour les articles homonymes, voir Allan.
Allan Rodrigues de Souza est un footballeur brésilien né le 3 mars 1997 à Porto Alegre. Il évolue au poste de milieu de terrain au CR Flamengo.

## Biographie
Avec l'équipe du Brésil des moins de 20 ans, il participe au championnat de la CONMEBOL des moins de 20 ans en 2017.

## Carrière
- 2015 - 2020 : Liverpool FC ( Angleterre)
  - sep. 2015-oct. 2015 : SJK ( Finlande) (prêt)
  - jan. 2016-2016 : K Saint-Trond VV ( Belgique) (prêt)
  - 2016-2017 : Hertha BSC ( Allemagne) (prêt)
  - 2017-2018 : Apollon Limassol ( Chypre) (prêt)
  - 2019 - Jan 2020 : Fluminense Football Club ( Brésil) ( Prêt)
  - 2020 -  : Clube Atlético Mineiro (  Brésil)

## Palmarès
- Champion de Finlande en 2015 avec le Seinäjoen Jalkapallokerho